# 新井洋史
新井洋史 (あらい ひろひと) は日本を中心に活動するバーテンダー。

## 概要
2004年に日本バーテンダー協会に入会し、3年後に「Asia Pacific Bartender of the Year」の日本代表となる。
その後、国内外のコンペティションで数多くのタイトルを獲得し、2011年世界で最も権威のある「BOLS AROUND THE WORLD」で日本人初となる準優勝を受賞する。
現在は創業45年の「猫又屋」を切り盛りしつつ、監修する「TEAra ティーリキュール」「APHRODITE パールリキュール」シリーズなど酒類メーカーとの商品開発も手掛けている

## 経歴・資格
1995/04 BAR猫又屋入店
2004/08 日本バーテンダー協会に入会し、NBA認定バーテンダー資格 取得
2005/03 調理師免許証取得
2005/11 BAR UNTOUCHABLE　小林清貴に師事
2008/08 日本バーテンダー協会(NBA)：群馬支部表彰
2008/11 日本バーテンダー協会(NBA)：技能認定資格 取得
2010/11 インターナショナルバーテンダーアソシエーション（IBA）資格証書取得
2011/01 BAR猫又屋マスター就任
2012/05 東京スカイツリー®公認カクテル作成
2013/01 BOLS（オランダ）ブランドアンバサダー就任
2014/11 no ordinary gin　(ベルギー) ブランドアンバサダー就任
2015/05 Tokyo International BarShow ＜KOVAL＞ 監修
2015/05 シンコ・デ・マヨ・フェスティバル ＜HAVANA CLUB＞ 監修
2016/05 Tokyo International BarShow ＜KOVAL＞ 監修
2018/05 表参道 ＜AVOCADOS MAKEME FIT！＞ カクテル監修
2020/04 YouTube〈バーテンダー新井洋史〉開設
2024/01 YouTube〈バーテンダー新井洋史〉チャンネル登録者数10000人達成
2024/09 FASTチャンネル・スマイLINK TV「今日のごはん何？」にて「バーテンダー新井洋史」連載中
2025/04 YouTube〈バーテンダー新井洋史〉チャンネル登録者数20000人達成

## 受賞
- 2006/09 モナンカップ 2006 ノンアルコール部門 準優勝
- 2007/01 ディタ セールスアイディアコンテスト 優勝
- 2007/08 17th アジアパシフィック バーテンダーオブザイヤー　クラシック部門 日本代表
- 2007/08 17th アジアパシフィック バーテンダーオブザイヤー　クラシック部門 世界4位
- 2008/11 サントリー カクテルアワード 課題部門 ファイナリスト
- 2009/08 モナンカップ 2008 ノンアルコール部門 3位
- 2009/09 弘前カクテルコンペティション：プロフェッショナル部門 優勝
- 2009/11 浜松カクテルコンペティション：プロフェッショナル部門 準優勝
- 2009/12 ハバナクラブ オリジナル モヒートコンペティション 準優勝
- 2010/12 ボルス アラウンド ザワールド 2010予選 アジア代表
- 2011/03 ボルス アラウンド ザワールド 世界2位（日本初）[1]
- 2011/06 ヒーリングチェリー グローバルカクテルレシピコンペティション 優勝
- 2012/03 ハバナクラブ カクテルコンペティション 2012 優勝＆日本代表
- 2012/06 ハバナクラブ インターナショナルカクテルコンペティション 2012 特別賞（日本初）[3]
- 2013/05 ジェムソン バーテンダーズボール コンペティション 2013 優勝
- 2014/07 ビーフィーター グローバルバーテンダーコンペティション 2014 ファイナリスト
- 2016/07 ビーフィーター グローバルバーテンダーコンペティション 2016 ファイナリスト
- 2017/06 The Asian Spirits Master 2017　リキュール部門＜TEAra＞ 銀賞
- 2018/11 The Spirits Masters 2018 リキュール部門＜TEAra＞ 最高賞 MASTER[4][5]
- 2019/04 The Asian Spirits Master 2019　リキュール部門＜TEAra＞ 銀賞[6]
- 2019/04 The Asian Spirits Master 2019　リキュール部門＜TEAra JASMINE＞ 最高賞 MASTER (TASTE MASTER)[6][7]
- 2022/09 フロール・デ・カーニャ　日本大会　：優勝＆日本代表[8]
- 2022/10 フロール・デ・カーニャ　アジアパシフィック大会　：３位 （日本初）[9]

## 監修商品
- 2017/02 北岡本店 紅茶リキュール TEAra Tea liqueur[10]
- 2017/04 北岡本店 パールリキュール　APHRODITE[11]
- 2017/06 北岡本店 ほうじ茶リキュール　TEAra HOJICHA[12]
- 2018/01 北岡本店 ジャスミン茶リキュール　TEAra JASMINE[13]
- 2018/09 北岡本店 ライチリキュール　APHRODITE BLUE[14]
- 2018/09 北岡本店 ローズリキュール　APHRODITE RED[15]
- 2018/09 北岡本店 オレンジ＆竹炭リキュール　APHRODITE BLACK[16]
- 2020/02 北岡本店 桜リキュール APHRODITE さくら[17]
- 2020/03 北岡本店 桜リキュール TEAra 桜[18]
- 2020/12 北岡本店 JAPANESE H&G MOSCOWMULE SYRUP[19]
- 2021/10 ココ・ファーム・ワイナリー　丘のみかん[20]
- 2022/08 北岡本店 ＜APHRODITE FOREST＞ 監修[21]
- 2022/10 ココ・ファームワイナリー ＜コ・コーディアル＞ 監修[22]
- 2023/04 北岡本店 ＜APHRODITE YELLOW＞ 監修
- 2024/04 北岡本店 ＜CHOCOLAT DITE ＞ 監修

## テレビ出演
- 地球テレビ エル・ムンド（NHKBS1）月曜レギュラー（2012年4月-2013年3月）[23]

## 協力書籍
- 2013/ いしかわあさこ（著）『Standard Cocktails With a Twist スタンダードカクテルの再構築』旭屋出版[24]
- 2022/ いしかわあさこ（著）『モクテル＆ローアルコールカクテル　Mocktails ＆ Low-ABV Cocktails』スタジオ タック クリエイティブ[25]
- 2023/09 マスターイエツネ（著）『神カクテル300 基本法則と黄金レシピで「テキトー分量」でも鬼ウマ！』株式会社KADOKAWA[26]